# Rasclet de l'illa de Henderson
El rasclet de la Henderson
(Zapornia atra) és una espècie d'ocell de la família dels ràl·lids (Rallidae) que habita els espessos matolls de l'Illa Henderson, a les Pitcairn.